# Eletrobrás
Eletrobrás – Centrais Elétricas Brasileiras S.A. ist ein brasilianisches Energieunternehmen mit Firmensitz in Rio de Janeiro. Das Unternehmen produziert und verkauft Strom. Die Mehrheit des Aktienkapitals wird vom brasilianischen Staat gehalten. Das noch 2008 eigenständige Unternehmen Eletronorte ist heute Tochterunternehmen von Eletrobrás.
Eletronorte
„Centrais Elétricas do Norte do Brasil S.A. wurde am 20. Juni 1973“ gegründet und war der einheimische Verhandlungspartner ausländischer Konzerne bei der Energie-Nutzung. Die Geschichte des Unternehmens begann „1969, als das Koordinierungskomitee für Energiestudien des Amazonas Eneram und das Koordinierungskomitee für Energiestudien der Nordostregion Enenorde Studien über Abschnitte von Flüssen begannen, die inventarisiert werden sollten.“